# Jeroboam II
Jeroboam II (zm. 753 r. p.n.e.) – władca królestwa Izraela panujący w latach 793-753 p.n.e., syn i następca Joasza.
Odzyskał ziemie, które Izrael stracił za czasów panowania jego dziada Joachaza.
Za jego panowania postępował upadek moralno-religijny mieszkańców kraju, przeciw czemu bezskutecznie występowali prorocy Amos z Tekoa i Ozeasz, syn Beeriego. Za czasów Jeroboama żył również prorok Jonasz, syn Amittaja, który, jak wynika z relacji w 2 Księdze Królewskiej 14,23-29, był prawdopodobnie doradcą królewskim. 